# HD 12545
HD 12545, identificata anche come XX Trianguli, è una stella gigante arancione di classe spettrale K0 di magnitudine 8,1 situata nella costellazione del Triangolo. Di diametro circa dieci volte superiore e di massa doppia del Sole, dista circa 1 000 anni luce dal sistema solare.
Nota per la particolarità della scoperta nel 1999 di una gigantesca macchia stellare, la più estesa rilevata su una superficie stellare fino a quel momento, effettuata tramite gli strumenti dell'Osservatorio di Kitt Peak.